# Krasicki

familiewapen

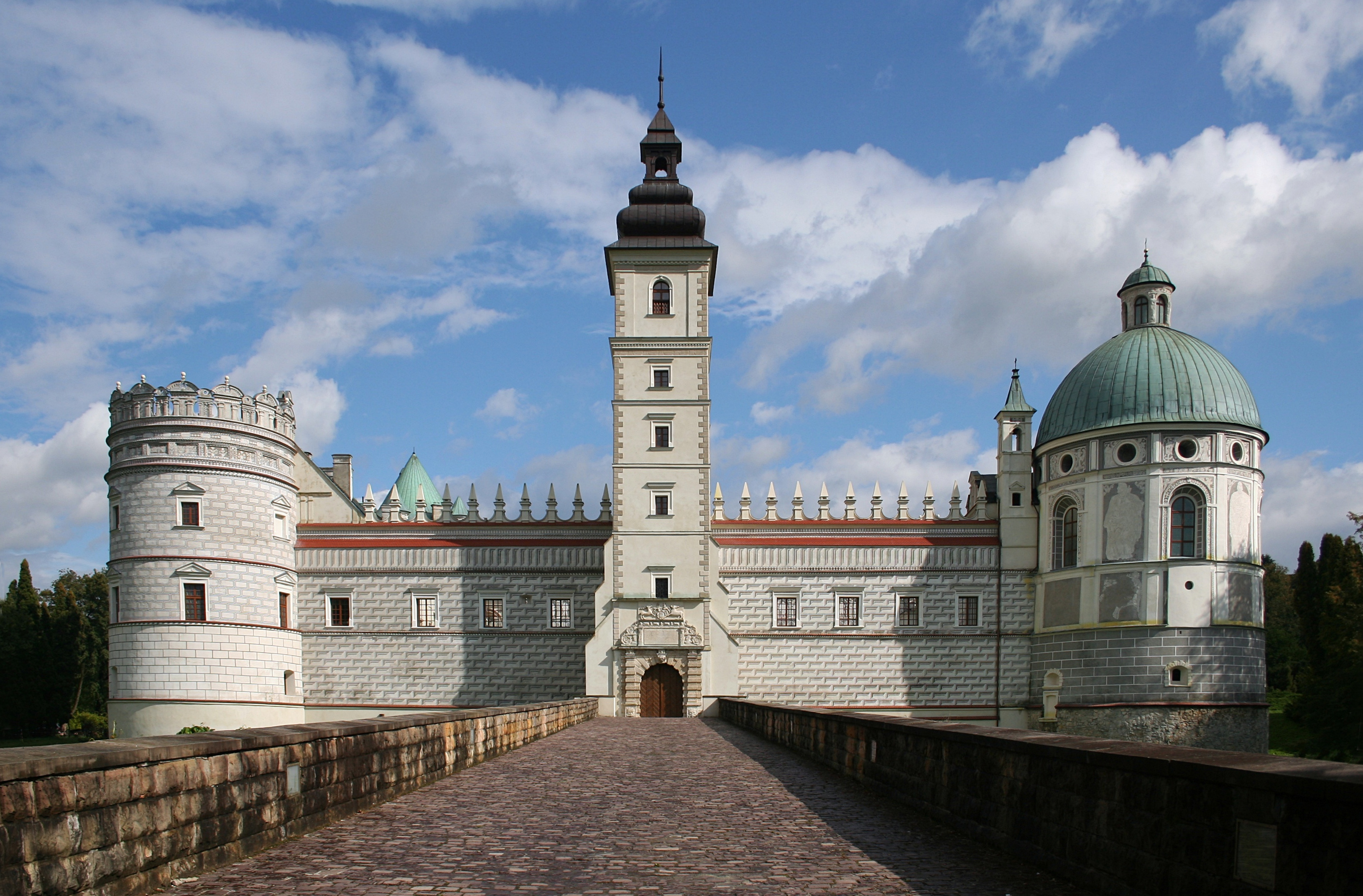
Krasickipaleis

Krasicki (ook: Krasicki von Siecin) is een oud-adellijk geslacht uit Polen.

## Geschiedenis
De stamreeks begint met Jacob Sieciński die in 1540 overleed. Hij trouwde met Barbara Orzechowska (†1520), erfvrouwe van Krasiczyn waarna de nazaten de naam Krasicki aannamen. Nazaat Stanislaw Krasicki (†1597) nam het initiatief tot het bouwen van het Krasickipaleis.
In 1631 werden twee broers verheven in de Oostenrijkse gravenstand; adelsbevestiging vond plaats in 1786 voor vier zonen van Jan Boży Krasicki (1704-1751).

## Enkele telgen
Jan Boży Krasicki (1704-1751)
- Ignacy graaf Krasicki (1735-1801), aartsbisschop, dichter, schrijver en vertaler
- Anton graaf Krasicki von Siecin (1736-1800), Pools officier
  - Ksawery Franciszek graaf Krasicki von Siecin (1774-1844), Pools majoor
    - Edmund graaf Krasicki von Siecin (1808-1894)
      - Ignaz graaf Krasicki von Siecin (1839-1924); trouwde in 1872 met Elisabeth gravin Zamoyska (1846-1916), lid van de familie Zamoyski
        - August graaf Krasicki von Siecin (1873-1946), Pools ritmeester
          - Anton  graaf Krasicki von Siecin (1904-1986)
            - Ignaz graaf Krasicki von Siecin (1928), publicist
              - Kaspar graaf Krasicki von Siecin (1966), historicus

          - Stanislaus graaf Krasicki von Siecin (1906-1977), Pools ritmeester
            - Andreas graaf Krasicki von Siecin (1933), oliekoopman, Belgisch honorair consul in Khartoem
              - Anne-Isabelle gravin Krasicki von Siecin (1959); trouwde in 1986 met Jan van Hoorick (1958), uitgever van Bouwkroniek
              - Alexandra gravin Krasicki von Siecin (1963), directiesecretaresse; trouwde in 1985 met jhr. Yves de Thibault de Boesinghe (1960), advocaat en lid van de familie De Thibault de Boesinghe

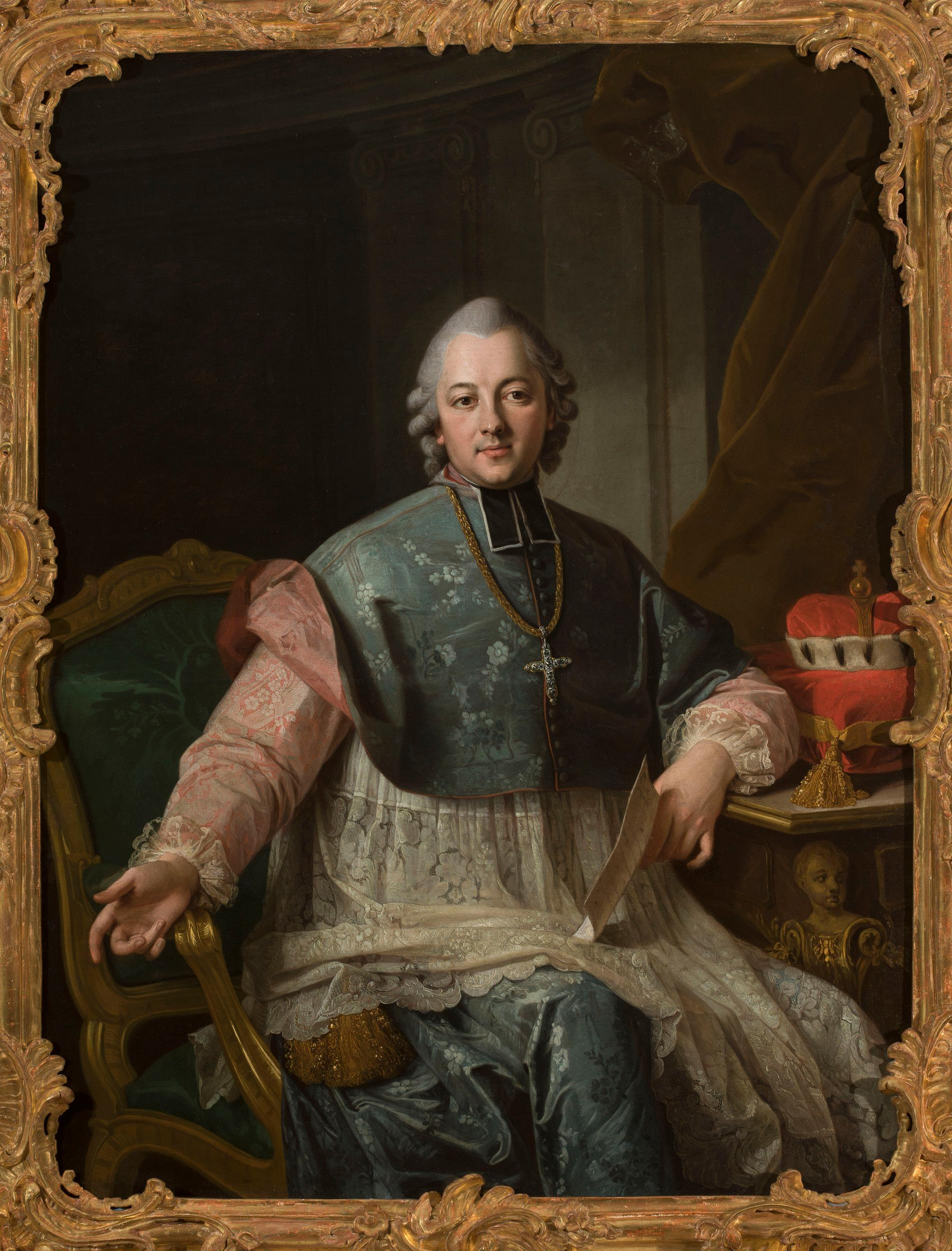
Ignacy Krasicki (1735-1801)
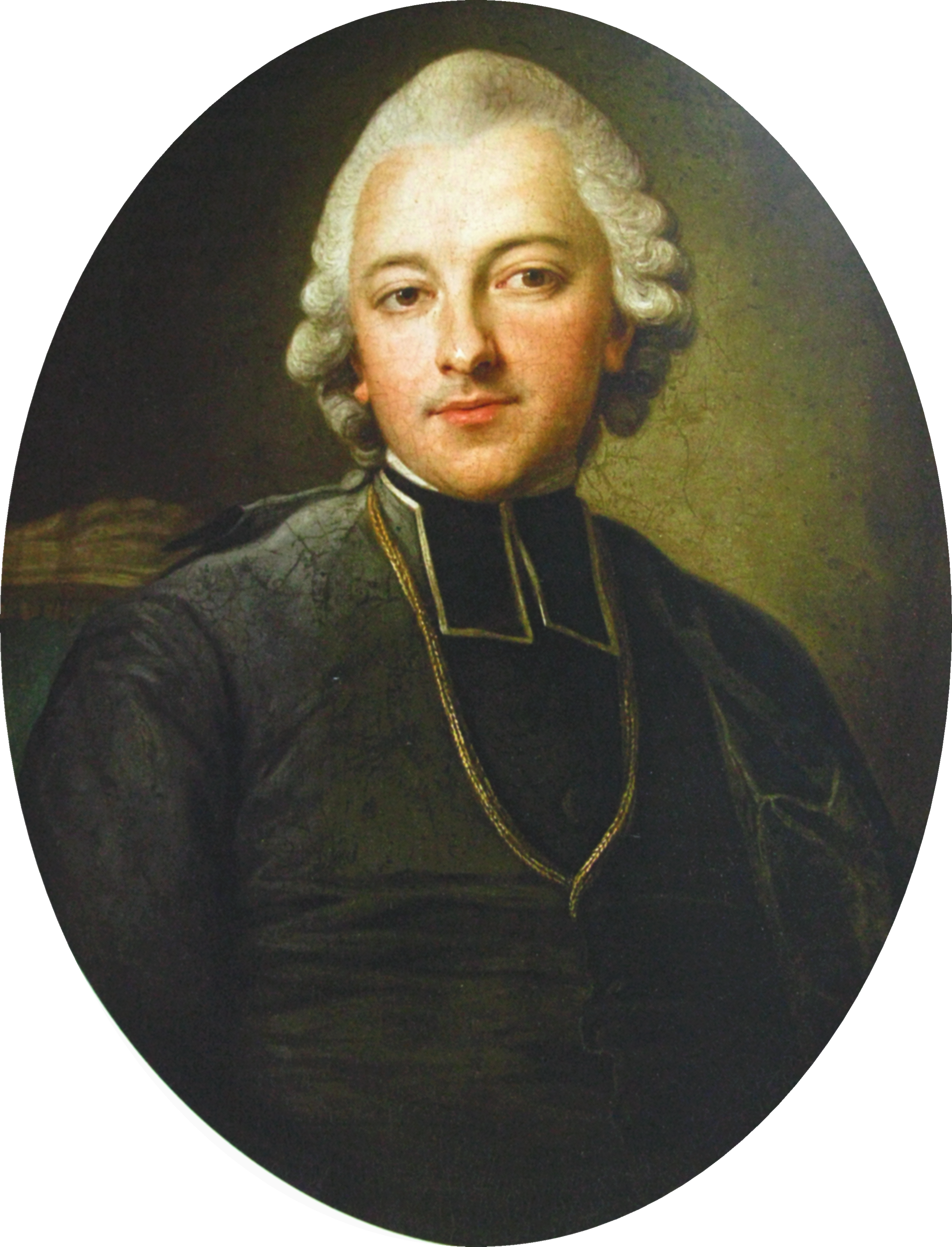
Ignacy Krasicki (1735-1801)
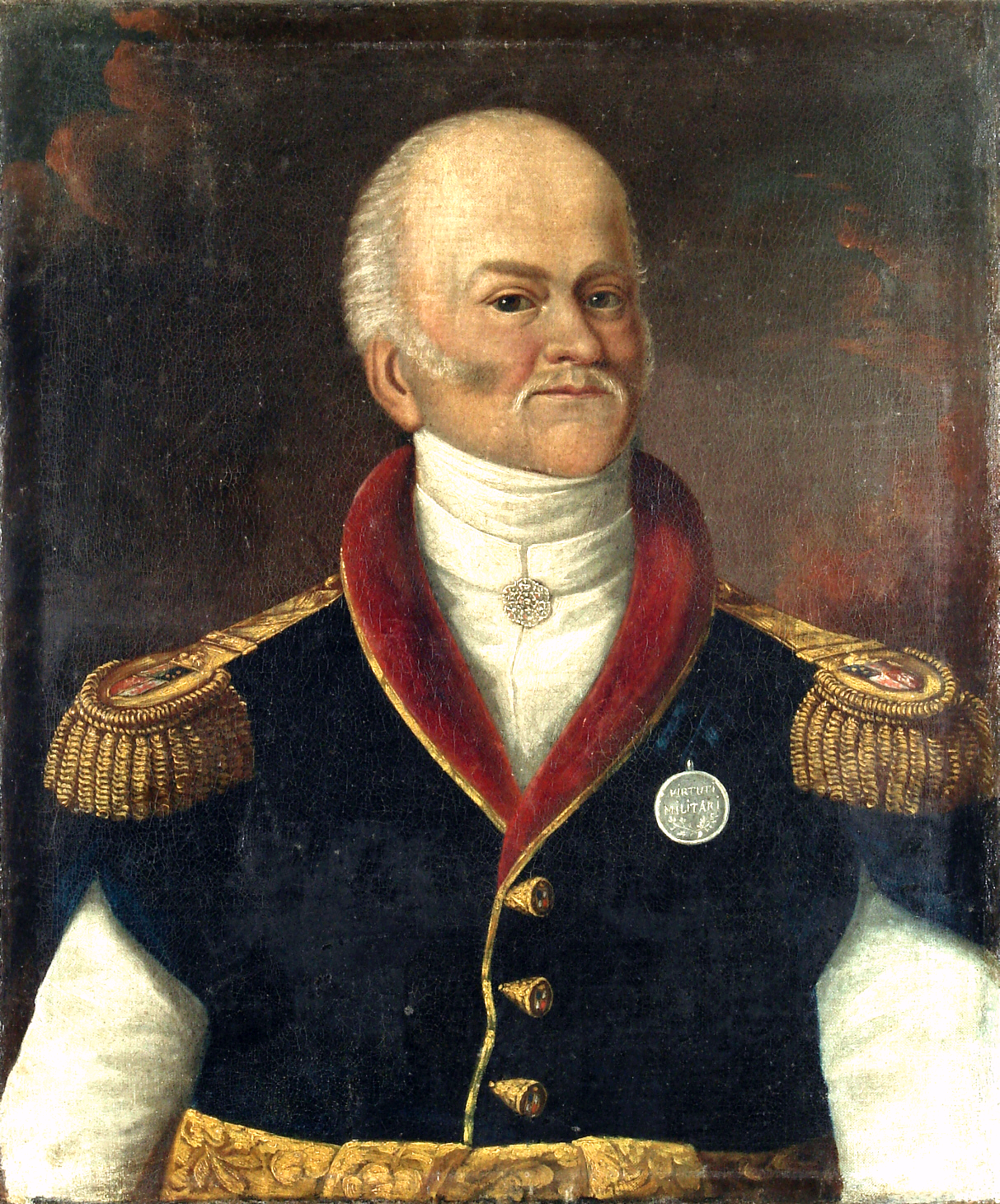
Ksawery Franciszek Krasicki von Siecin (1774-1844)
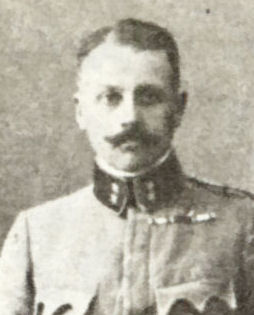
August Krasicki von Siecin (1873-1946)